# SEKAP

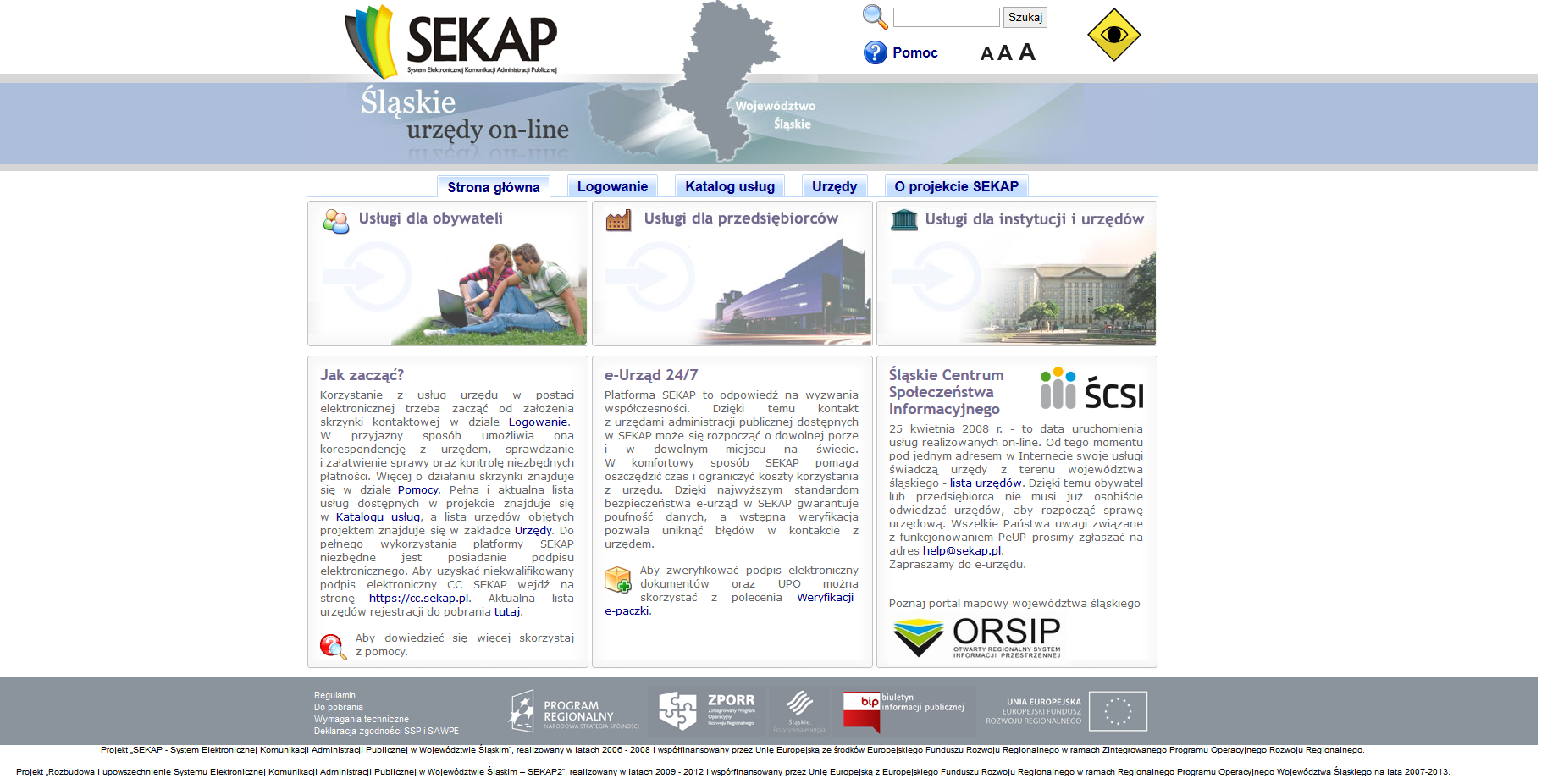
Platforma PeUP SEKAP

SEKAP – Platforma e-Usług Publicznych jest platformą regionalną, działającą w województwie śląskim od dnia 25 kwietnia 2008 r. Pod adresem www.sekap.pl znajdują się szczegółowe opisy spraw, które można zrealizować w urzędzie tzw. karty usług. Odwiedzając wskazany adres i wybierając np. Wydanie odpisu i zaświadczenia z rejestru stanu cywilnego, można sprawdzić jakie dokumenty są niezbędne do złożenia wniosku, wymagane opłaty lub termin realizacji sprawy. Z usług na platformie PeUP SEKAP korzystają mieszkańcy, przedsiębiorcy oraz instytucje administracji publicznej. Aktualnie na platformie SEKAP znajduje się około 700 kart usług. Część kart ze względu na przepisy w aktach prawnych, dotyczących sposobu dostarczenia wniosku, jest kartami informacyjnym. Pod pozostałym kartami znajduje się wniosek elektroniczny, który umożliwia realizację sprawy elektronicznie.

## Projekt SEKAP
Platforma SEKAP została stworzona i rozbudowana w ramach dwóch projektów: 

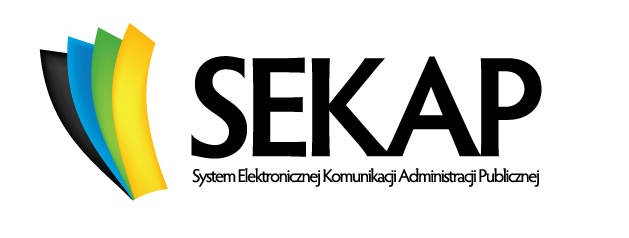
Logo SEKAP

„SEKAP System Elektronicznej Komunikacji Administracji Publicznej w Województwie Śląskim" (okres realizacji projektu: 2005 – 2008) oraz „SEKAP2 – Rozbudowa i upowszechnienie Systemu Elektronicznej Komunikacji Administracji Publicznej w Województwie Śląskim” (okres realizacji projektu: 2009 – 2012). Aktualny kształt systemu SEKAP oraz jego poszczególnych komponentów, to efekt wspólnej pracy urzędów (Partnerów projektu SEKAP), którzy zaangażowani zostali w prace nad opracowaniem koncepcji projektu SEKAP, jak również w późniejszym etapie jego rozbudowy.

## Partnerzy SEKAP
Do pierwszego projektu SEKAP przystąpiły 54 urzędy (zwane Partnerami projektu), w kolejnych latach, umowę podpisywały kolejne urzędy, udostępniając swoje usługi mieszkańcom oraz przedsiębiorcom województwa śląskiego. Aktualna lista urzędów (Partnerów projektu) znajduje się na www.e-slask.pl (zakładka: Usługi i treści). 

## Użytkownicy SEKAP
Użytkownikami platformy SEKAP są: mieszkańcy, przedsiębiorcy oraz instytucje administracji publicznej, którzy dzięki platformie SEKAP mogą kontaktować się z urzędami województwa śląskiego drogą elektroniczną. 

## Centrum Certyfikacji SEKAP
W ramach projektu SEKAP powstało Centrum Certyfikacji SEKAP. Zadaniem Centrum CC SEKAP jest m.in. świadczenie usług certyfikacyjnych osobom fizycznym. Oznacza to, że osoba fizyczna lub osoba fizyczna reprezentująca przedsiębiorstwo może uzyskać bezpłatny podpis elektroniczny, weryfikowany certyfikatem niekwalifikowanym tzw. certyfikat CC SEKAP. Certyfikat można uzyskać w urzędzie, a aktualna lista urzędów znajduje się na cc.sekap.pl (opcja: Repozytorium). Po odbiór certyfikatu należy zgłosić się z dokumentem potwierdzającym tożsamość osoby ubiegającej się o certyfikat np. dowodem tożsamości, paszportem lub prawem jazdy wydanym po 01.07.1999 r. Należy również posiadać nośnik (pendrive), na którym zostanie zapisany certyfikat.

## Integracja z ePUAP
Platforma SEKAP została zintegrowana z ogólnopolską platformą teleinformatyczną ePUAP – elektroniczna Platforma Usług Administracji Publicznej. W ramach integracji użytkownikom platformy SEKAP zostały udostępnione trzy istotne funkcje:
- Mechanizm pojedynczego logowania (single sign-on), który umożliwia stosowanie tego samego konta ePUAP do logowania się do skrytki na platformie ePUAP oraz do skrzynki kontaktowej na platformie SEKAP.
- Mechanizm podpisywania dokumentu za pomocą  profilu zaufanego, oprócz już dwóch istniejących funkcji:  podpisu elektronicznego weryfikowanego certyfikatem kwalifikowanym lub niekwalifikowanego CC SEKAP.
- Integrację części katalogu usług ePUAP i SEKAP, mieszkaniec który ma zamiar złożyć wniosek elektroniczny, poprzez platformę ePUAP do gminy/miasta w województwie śląskim, zostanie przekierowany na platformę regionalną SEKAP.

## Integracje z systemami dziedzinowymi
W ramach integracji systemów dziedzinowych, użytkownikom platformy Sekap została udostępniona możliwość elektronicznego przesyłania dokumentów wygenerowanych z dwóch systemów dziedzinowych: 
- Z aplikacji Ekopłatnik, za pomocą której podmiot korzystający ze środowiska, może nieodpłatnie sporządzić wykaz zawierający informacje i dane o zakresie korzystania ze środowiska oraz o wysokości należnych opłat. Wygenerowane zestawienie przesłać za pośrednictwem platformy SEKAP od Urzędu Marszałkowskiego Województwa Śląskiego.
- Z aplikacji Lokalny System Informatycznym Regionalnego Programu Operacyjnego Województwa Śląskiego na lata 2014-2020, która jest przeznaczona dla beneficjentów składających wnioski. Użytkownik po wygenerowaniu wniosku z aplikacji LSI, może wysłać go do Instytucji Pośredniczącej (Urząd Marszałkowski, Śląskie Centrum Przedsiębiorczości, Urząd Pracy w Katowicach) za pośrednictwem platformy SEKAP.

## Śląskie Centrum Społeczeństwa Informacyjnego (zlikwidowane)

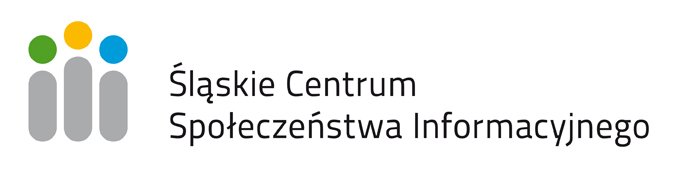
Śląskie Centrum Społeczeństwa Informacyjnego

Platformą PeUP SEKAP, w imieniu Województwa Śląskiego (Lidera Projektu), zarządza jednostka budżetowa Województwa Śląskiego – Śląskie Centrum Społeczeństwa Informacyjnego (zlikwidowane) www.e-slask.pl.